# Lúciusz
A Lúciusz a latin Lucius névből ered, ami a lux (fény) szóból származik. Jelentése fényes, ragyogó vagy hajnalban született. Női párja: Lúcia.

## Gyakorisága
Az 1990-es években szórványos név, a 2000-es években nem szerepel a 100 leggyakoribb férfinév között.

## Névnapok
- március 4.[2]
- augusztus 5.[2]
- október 19.[2]
- december 3.[2]

## Híres Lúciuszok
- Lucius Tarquinius Priscus római király
- Lucius Tarquinius Superbus római király
- Lucius Iunius Brutus etruszk származású római államférfi, a római köztársaság megalapítója
- Lucius Quinctius Cincinnatus római államférfi, consul, kétszeres dictator
- Lucius Cornelius Sulla római hadvezér, konzervatív politikus
- Lucius Licinius Lucullus római hadvezér, konzervatív politikus
- Lucius Sergius Catilina római patrícius származású szenátor, hadvezér, Cicero politikai ellenlábasa
- Lucius Annaeus Seneca Maior római szónok, író
- Lucius Annaeus Seneca római filozófus, író, államférfi, Nero római császár nevelője, majd tanácsadója
- Lucius Junius Moderatus Columella római mezőgazdász, író
- Lucius Flavius Arrianus Xenophon görög származású római történetíró
- Lucius Apuleius római író, filozófus, Ízisz-pap
- Lucius Verus római császár
- Lucius Septimius Severus római császár
- Caracalla római császár (született Lucius Septimius Bassianus)

### Egyházfők
- I. Luciusz római pápa
- II. Luciusz római pápa
- III. Luciusz római pápa